# 龍華駅 (長沙市)
龍華駅（りょうかえき、中文表記: 龙华站、英文表記: Longhua station）は、中華人民共和国湖南省長沙市長沙県にある長沙地下鉄6号線の駅である。

## 駅周辺
- 湖南省冶金材料研究所
- 湖南三一工業職業技術学院（中国語版）
- 藍思科技（中国語版）㮾梨園区
- 三一重工㮾梨園区